# Saint-Symphorien, Deux-Sèvres
Saint-Symphorien là một xã thuộc tỉnh Deux-Sèvres trong vùng Nouvelle-Aquitaine phía tây nước Pháp. Xã này nằm ở khu vực có độ cao trung bình 16 mét trên mực nước biển.